# Коорт, Яан
Я́ан Я́анович Ко́орт (эст. Jaan Koort; 6 ноября 1883, Соотага, Тартумаа — 14 октября 1935[…], Москва) — эстонский скульптор, художник и специалист по керамике. Один из создателей национальной эстонской художественной школы XX века.

## Биография
Родился 6 ноября 1883 года в Сотагской волости (эст.  Gemeinde Sotaga, эст. Sootaga vald) Эксского прихода (эст. Kirchspiel Ecks, эст. Äksi kihelkond) Лифляндская губерния Российской империи (современная волость Тарту, уезд Тартумаа, Эстония).
С 1896 по 1900 годы учился в Юрьеве, а в 1901 году обучался на курсах немецкого Ремесленного общества.
С 1902 по 1905 годы обучался в Центральном училище технического рисования Штиглица в Санкт-Петербурге, но вынужден был оставить учёбу из-за участия в революционных событиях 1905 года.
С 1905 по 1908 годы обучался в Париже, где занимался скульптурой в Школе изящных искусств (École des Beaux-Arts) и в частных мастерских. До 1915 года жил в Париже.
В 1915—1916 годах работал в Москве, а в 1916 году переселился в Юрьев (современный Тарту), где вместе с Конрадом Мяги, Николаем Трийком и Кристьяном Раудом активно включился в местную художественную жизнь. Жил в доме № 35 на улице Лай (на доме установлен барельеф скульптора).
С 1921 по 1934 год жил и работал (с перерывами) в Таллине, где создал ряд известных работ — скульптурные светильники административного здания на площади Свободы в Таллине (ныне — мэрия Таллина) и скульптуру «Косуля» в Козьем саду (1930). В 1921—1923 годах работал преподавателем в Таллинской художественно-промышленной школе (предшественнице Эстонской академии художеств). С 1928 года также занимался керамикой, создавая в основном портреты в технике высокого обжига.
В 1921 и 1924 годах работал в Париже, в 1927 году — в Австралии.
С 1934 года работал в СССР, куда вскоре перевёз и семью. Технический директор керамического завода в Гжели.
Скоропостижно скончался 14 октября 1935 года в Москве от пневмонии. Похоронен в Таллине на кладбище Рахумяэ. В честь художника названы улицы в Таллине и Тарту.
Вошёл в составленный в 1999 году по результатам письменного и онлайн-голосования список 100 великих деятелей Эстонии XX века.

## Творчество
В ранних работах Яана Коорта видно влияние импрессионизма с уклоном в символизм.
В 1910—1920-е годы создал ряд портретов («Портрет жены», гипс, 1913—1914; базальт, 1916, Художественный музей, Таллин) и типологических изображений эстонских крестьян («Мужчина с трубкой», гипс, 1919; дерево, 1920, Тартуский художественный музей), вырубленная из мрамора работа «Коленопреклонённая» (1923, один из вариантов этой скульптуры находится в Париже, в Люксембургском музее).
Его авторству принадлежит обелиск на могиле Юлиуса Куперьянова (1925, кладбище Раади, Тарту).
Ряд детских головок «Ра Коорт» (1923, палисандр), «Пастушок» (1921, базальт) и другие находятся в музеях Эстонии. Центральное место в творчестве Коорта принадлежит различным портретам («Портрет матери», 1913; «Пастушок», 1914, мрамор; 1921, базальт; «Портрет жены», 1916, базальт; 1921, дерево; «Старый эстонец», 1919, дуб; 1923, гранит; «Голова старика», 1922, дерево) и пейзажам Эстонии.
Художник исполнил ряд анималистических произведений (в частности, скульптура «Косуля», бронза, 1929). Было отлито три скульптуры: одна из них находится в Третьяковской галерее в Москве, вторая — в Художественном музее Эстонии, третья была передана Таллинскому городскому музею. Последняя была установлена в саду Китсеаэд на улице Вакзали (ныне Нунне) в Таллине. Также мастер сыграл значительную роль в развитии эстонской художественной керамики.
- «Портрет супруги»
- «Филин»
- «Парижский мотив»
- «Поля»
- «Rá Koort»
- «Косуля», сад Китсеаэд в Таллине

## Семья
- Сын — Пеэп Коорт (эст. Peep Koort; 1920—1977), педагог, доктор философии.
- Дочь — Туи Исис Леа Коорт (эст. Tui Isis Lea Koort; 1914, Париж — 2005), историк искусства.